# Sawah (Kampar Utara)
Sawah is een bestuurslaag in het regentschap Kampar van de provincie Riau, Indonesië. Sawah telt 2522 inwoners (volkstelling 2010).